# Charlotte (Saint Vincent i Grenadyny)

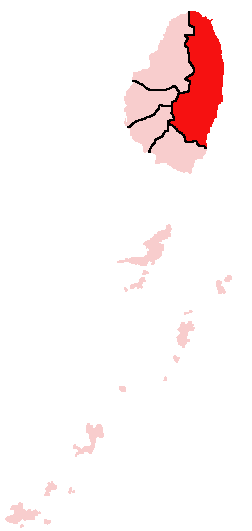
Parafia Charlotte

Charlotte – parafia, będąca jednostką administracyjną Saint Vincent i Grenadyn położoną na wyspie Saint Vincent. Jej stolicą jest Georgetown.